# Урицкое (Липецкая область)
Ури́цкое — село в Тербунском районе Липецкой области России. Административный центр Урицкого сельсовета.

## География
Расположено на реке Олымчик в 3 км восточнее устья. К селу прилегает остановочный пункт 513 км открытой 1 октября 1897 году железной дороги Елец — Касторная. Через село проходит трасса областного значения Тербуны — Волово. Внутренне село разделено на сотни (на казацкий манер).

## История
После захвата Москвы в 1571 году крымским ханом Девлет-Гиреем, руководитель всей обороны «крымской укра́ины» князь Михаил Иванович Воротынский создал «устав станичной и сторожевой службы» (в феврале 1571 года) и начал её реформирование, были определены места 73 сторож (сторожевых постов). В феврале 1574 года царь Иван Грозный назначил своего шурина Никиту Романовича Захарьина руководителем сторожевой и станичной службы, по указанию которого, на месте будущего села был создан сторожевой пост. Поселение вокруг поста получило название Дмитриевка. В 1695 году Пётр I во время первого Азовского похода шёл через село и приказал построить мост через реку Олымчик, в народе мост получил название Царёв, а за селом Царёво. В последней четверти XIX века в селе открыта земская школа, а в 1912 году — фельдшерское учреждение. В сентябре 1918 года по предложению местной ячейки РКП(б) Царёво было переименовано в Урицкое в честь участника Октябрьской революции М. С. Урицкого, убитого 30 августа 1918 года. Во время коллективизации на территории сельсовета были созданы колхозы: «Память Ленина»; «Красный боец»; «Имени ЦК партии»; «Имени Сталина»; «Мировой Октябрь»; «Сигнал»; «День урожая»; «Имени Мичурина», которые впоследствии были объединены в колхоз имени Мичурина.
В настоящее время среди жителей есть идея о возвращении селу его прежнего названия — Царёво.

## Население
| 2009 | 2010 |
| ---- | ---- |
| 985  | ↘979 |

## Инфраструктура
Основная школа, библиотека, дом культуры, детский сад, элеватор на 14 000 тонн .

## Русская православная церковь
Церковь святого великомученика Димитрия Солунского

## Известные уроженцы
- Сотников, Александр Тимофеевич — Герой Советского Союза
- Шепелев, Николай Гаврилович — Герой Советского Союза